# Ihaben
Ihaben en basque ou Yaben en espagnol est un village situé dans la commune de Basaburua dans la Communauté forale de Navarre, en Espagne. Il est doté du statut de concejo.
Ihaben est situé dans la zone linguistique bascophone de Navarre.

## Géographie
Le village se situe à 34 km de Pampelune et 61 km de Saint-Sébastien. À l'ouest coule le Basaburua ibaia (rivière Basaburua).
Ihaben est situé au pied au pied des monts Irumuga (837 m) et Pagadiandieta (836 m) dans le massif de Pagadiandieta-Arraldegaina.
La zone urbaine est assez dispersée, avec des maisons qui laissent de grands espaces entre elles. Ihaben est situé dans un endroit haut et dominant. Il s'étire le long de la route, avec plusieurs virages tracé à cet endroit. Il est dominé par l'église et le palais du lieu, qui dessinent parfaitement la structure du pouvoir des siècles passés. Les maisons ont un état de conservation irrégulier, car certaines d'entre elles sont abandonnées et en franche détérioration, bien que celles qui sont réparées ne manquent pas.

## Population
En 1800, 110 personnes vivaient dans 14 maisons ; 1960 Ihaben avait 72 habitants, 56 en 1990 et 53 en 2014.

## Architecture
À l'entrée de la ville, nous trouvons un manoir abandonné appelé « Auzenea ». Il s'agit d'un bloc au plan rectangulaire et au développement horizontal, avec deux hauteurs et un grenier, sous un toit à deux versants qui se projette dans de larges avant-toits et est soutenu par des croisillons qui s'abaissent sur des consoles en pierre encastrées dans la façade. Les murs révèlent une pierre assez bien équarrie. Sur la clé il y a un bouclier baroque qui répète les armes qui pour le lieu apparaissent dans le livre d'armurerie. Le bâtiment a été réutilisé pour abriter les écoles du lieu, comme en témoigne une grande plaque en céramique, qui culmine dans la façade.
L'ancien palais d'Ihaben, qui est encore connu localement sous le nom de « Jauntegia ? », occupe la position la plus importante de la ville, tout en haut de la colline sur laquelle se trouve la ville. Nous savons par les nouvelles documentations que ce palais existait déjà au XIVe siècle, lorsqu'il fut confisqué à son propriétaire, Don Pedro Ladrón de Guevara, un chevalier qui avait perdu le château d'Asa ou Ausa (Guipuscoa), dont il était le gardien. Des années plus tard, en 1351, Carlos II fait don du palais à Ochoa de Urtubia, un membre d'un clan de Laburdi qui a remporté des postes et des honneurs au sein de la politique du royaume, notamment en raison de ses mérites de guerre. Dans sa disposition actuelle, le bâtiment est un grand bloc cubique, avec trois étages plus un grenier et culminé par un toit en croupe et un avant-toit puissant. La façade supérieure est couronnée d'un blason de la Renaissance du XVIe siècle.

## Langues
En 2011, 67,2 % de la population de Basaburua ayant 16 ans et plus avait le basque comme langue maternelle. La population totale située dans la zone bascophone en 2018, comprenant 64 municipalités dont Basaburua, était bilingue à 60,8 %, à cela s'ajoute 10,7 % de bilingues réceptifs.
En 1869, Louis-Lucien Bonaparte classait le basque dans le dialecte du Haut-navarrais du Nord et, en son sein, dans le sous-dialecte d'Ultzama et la variété de Lizaso. Dans le premier tiers du XIXe siècle, Añibarro l'inclut, à des fins de prédication, dans une liste de localités étroitement bascophones. 
Avec le franquisme, le déclin du basque se fait sentir dans cette région. Carrión observe que « Le castillan prédominait, étant la seule langue connue des enfants et des jeunes. Les sujets de 40 ans et plus connaissaient le basque, mais ne l'utilisaient pas,. »

## Festivités
- Les fêtes patronales de la Nativité sont célébrées le 8 de septembre. Les « Festa Txikiek » ou Petites Fêtes en français sont célébrées autour du festival de San Blas, se confondent avec les « ioteak »[3].

## Patrimoine

### Patrimoine religieux
- L'église paroissiale de La Natividad / Natibitatea (La Nativité)[7].

### Patrimoine civil
- Les maisons ou palais Jauntegia, Auzenea, Juangonea, Juangoxenea.

## Personnalité
- Pedro Diez de Ulzurrun, écrivain et promoteur de la langue basque[8]